# NGC 6713
NGC 6713 é uma galáxia lenticular (S0) localizada na direcção da constelação de Lyra. Possui uma declinação de +33° 57' 37" e uma ascensão recta de 18 horas, 50 minutos e 44,2 segundos.
A galáxia NGC 6713 foi descoberta em 3 de Agosto de 1864 por Albert Marth.